# 集木雀
，是雀形目灶鸟科的一种鸟类，属于单型的集木雀属（学名：Anumbius）。
集木雀体重约41.5克，翼长约81.4毫米，喙宽度约3.8毫米，喙厚度约4.7毫米，嘴峰长约19.6毫米，跗蹠长约24.3毫米，尾长约82.2毫米。
集木雀是留鸟，栖息在草地，它们是食肉动物，主要以昆虫、蜘蛛等陆生无脊椎动物为食。它们分布在巴拉圭、巴西南部、乌拉圭和阿根廷中部。